# Vicente Fernández (zanger)
Vicente Fernández Gómez (Guadalajara, 17 februari 1940 – aldaar, 12 december 2021) was een Mexicaans zanger van rancheraliederen.

## Levensloop
Fernández is afkomstig uit een arme familie uit Jalisco. Als kind had hij verschillende baantjes tot hij op 21-jarige leeftijd een zangwedstrijd won en besloot zich aan de muziek te wijden. Hij zong voor verschillende mariachi-orkesten, tot hij door Felipe Arriaga ontdekt werd en uitgenodigd te komen zingen bij het radiostation XEX in Mexico-Stad.
Fernández heeft niet minder dan 56 albums opgenomen. Als hoogtepunt van zijn carrière noemde hij zijn optreden in la Plaza de México. Fernández zwoer te stoppen met zingen als hij het Plaza niet vol zou krijgen. Hoewel het op de dag van zijn optreden regende, waren alle 54.000 plaatsen bezet. Fernández heeft in verschillende films gespeeld, en heeft een ster op de Hollywood Walk of Fame.
In 1963 trouwde hij met María Abarca Villaseñor met wie hij drie kinderen heeft. Een van hen, Alejandro Fernández, is ook actief als zanger.
In de derde aflevering van het derde seizoen van het programma Gabriel Iglesias presents Stand Up Revolution vertelde Iglesias dat Fernández het Mexicaanse evenbeeld van Elvis Presley zou zijn.
Fernández belandde na een val in augustus 2021 in het ziekenhuis van Gualdalajara. Daar werd het syndroom van Guillain-Barré bij hem vastgesteld. Hij overleed op 12 december 2021 op 81-jarige leeftijd.

## Discografie
- 1965: El fabuloso Vicente Fernandez (Orfeon)
- 1967: La voz que usted esperaba
- 1968: El remedio
- 1969: Palabra de rey
- 1970: Ni en defensa propia
- 1970: Me está esperando María
- 1971: Camino inseguro
- 1972: Lo siento por ti
- 1972: ¡Arriba Huentitán!
- 1972: Con la misma tijera / Si no te quisiera
- 1973: Toda una época
- 1973: El ídolo de Mexico
- 1974: El hijo del pueblo
- 1975: Canta para recordar
- 1975: ¿Gusta usted? Joyas rancheras al estilo de Vicente Fernández
- 1976: A tu salud / Variedad musical
- 1977: La muerte de un gallero
- 1978: A pesar de todo
- 1978: Mi amigo el tordillo
- 1979: El tahúr
- 1980: De que manera te olvido / El tapatío
- 1981: Alejandra y los valses clásicos
- 1981: El número uno
- 1982: Es la diferencia
- 1983: 15 grandes con el número 1
- 1984: 15 nuevos éxitos con el ídolo de México
- 1984: Un mexicano en la México
- 1985: De un rancho a otro
- 1986: Hoy platiqué con mi gallo
- 1986: Le canta a América Latina / Mi viejo
- 1987: Dos Corazones (met Vikki Carr)
- 1987: Motivos del alma
- 1988: El cuatrero / Mujeres divinas
- 1989: Por tu maldito amor
- 1990: Mientras ustedes no dejen de aplaudir
- 1990: Y las clásicas de José Alfredo Jiménez
- 1991: El Charro Mexicano
- 1992: Que de raro tiene
- 1993: Lástima que seas ajena
- 1994: Recordando a los Panchos
- 1995: Aunque me duela el alma
- 1996: Y sus canciones
- 1997: Estatua de marfil
- 1998: Entre el amor y yo
- 1999: Y los más grandes éxitos de Los Dandys
- 2000: Lobo herido
- 2001: Más con el número uno
- 2002: Lo mejor de Lara
- 2004: Se me hizo tarde la vida
- 2005: Mis duetos
- 2006: La tragedia del vaquero
- 2007: Para siempre
- 2008: Primera fila
- 2009: Necesito de ti
- 2010: El hombre que más te amó
- 2011: Otra vez
- 2012: Los 2 Vicentes (met Vicente Fernández Jr.)
- 2013: Hoy
- 2014: Mano a mano - Tangos a la manera de Vicente Fernández
- 2015: Muriendo de amor
- 2016: Un azteca en el azteca (live)
- 2018: Más romántico que nunca

- Biblioteca Nacional de España: XX1553671
- Gemeinsame Normdatei: 1247492524
- International Standard Name Identifier: 0000 0000 8134 6476
- Library of Congress Control Number: n91107606
- Nationale Bibliotheek van Letland: 000183160
- MusicBrainz: 3b829056-d975-4ae7-be3c-20661ce980e8
- Système universitaire de documentation: 168281287
- Virtual International Authority File: 55291667
- WorldCat: E39PBJhxgJjcXCBqjDPmgBctrq